# Theodelinda av Bayern
Theodelinda av Bayern, född omkring 570, död 628, var en politiskt inflytelserik langobardisk drottning 589–616, och regent som förmyndare för sin son 616–626. Hon var först gift med kung Authari, och tilläts vid dennes död 591 att välja langobardernas nästa monark, Agilulf, som hon sedan gifte sig med. Hon hade stort politiskt inflytande och var känd för att etablera katolicismen i langobardernas rike i stället för arianismen.

## Biografi
Theodelinda var dotter till kung Garibald I av Bayern och den langobardiska prinsessan Waldrada. 
Theodelinda var först förlovad med den frankiske kungen Childebert II, men förlovningen bröts och hon trolovades i stället med Authari 588. Äktenskapet var tänkt som en allians mellan langobarder och Bayern mot Franken. Vigseln ägde rum år 589. Authari avled utan arvinge 590, möjligen förgiftad. Theodelinda hade på kort tid lyckats förvärva sig stor respekt bland langobarderna, och hon fick tillstånd att som änkedrottning välja den man hon ville gifta om sig med, som genom äktenskapet också skulle bli nästa kung. Hon valde Agilulf, som då var hertig av Turin. Theodelinda agerade i praktiken som Agilulfs medregent under hans regeringstid.
År 616 dog Agilulf och efterträddes av hennes son Adaloaldo. På grund av dennes minderårighet kunde då Theodelinda även officiellt bli regent. Adaloaldo blev myndig 624, men hon fortsatte trots detta som regent. 626 avsattes Adaloaldo, vilket automatiskt upplöste även hennes maktposition.
Theodelinda fick stor betydelse för langobardernas rike. Hon öppnade vägen för kvinnligt inflytande och därmed också för övergången till den katolska läran. Hon stod i gott förhållande till påve Gregorius, och Paulus Diaconus sade om Theodelinda: "Genom henne vann Guds kyrka många fördelar". Hon höjde statusen för konsten och vetenskapen och strävade likt tidigare Theoderik efter att sammansmälta erövrare och underkuvade. Betecknande var hennes förkärlek för staden Monza. Där lät hon år 602 inviga Johannes Döparens kyrka, rik på reliker och andra skatter. I dess närhet fanns det palats där Theodelinda födde tronföljaren Adaloald. Monza blev på sätt och vis den katolska huvudstaden i riket i motsats till Pavia med dess arianska prägel.

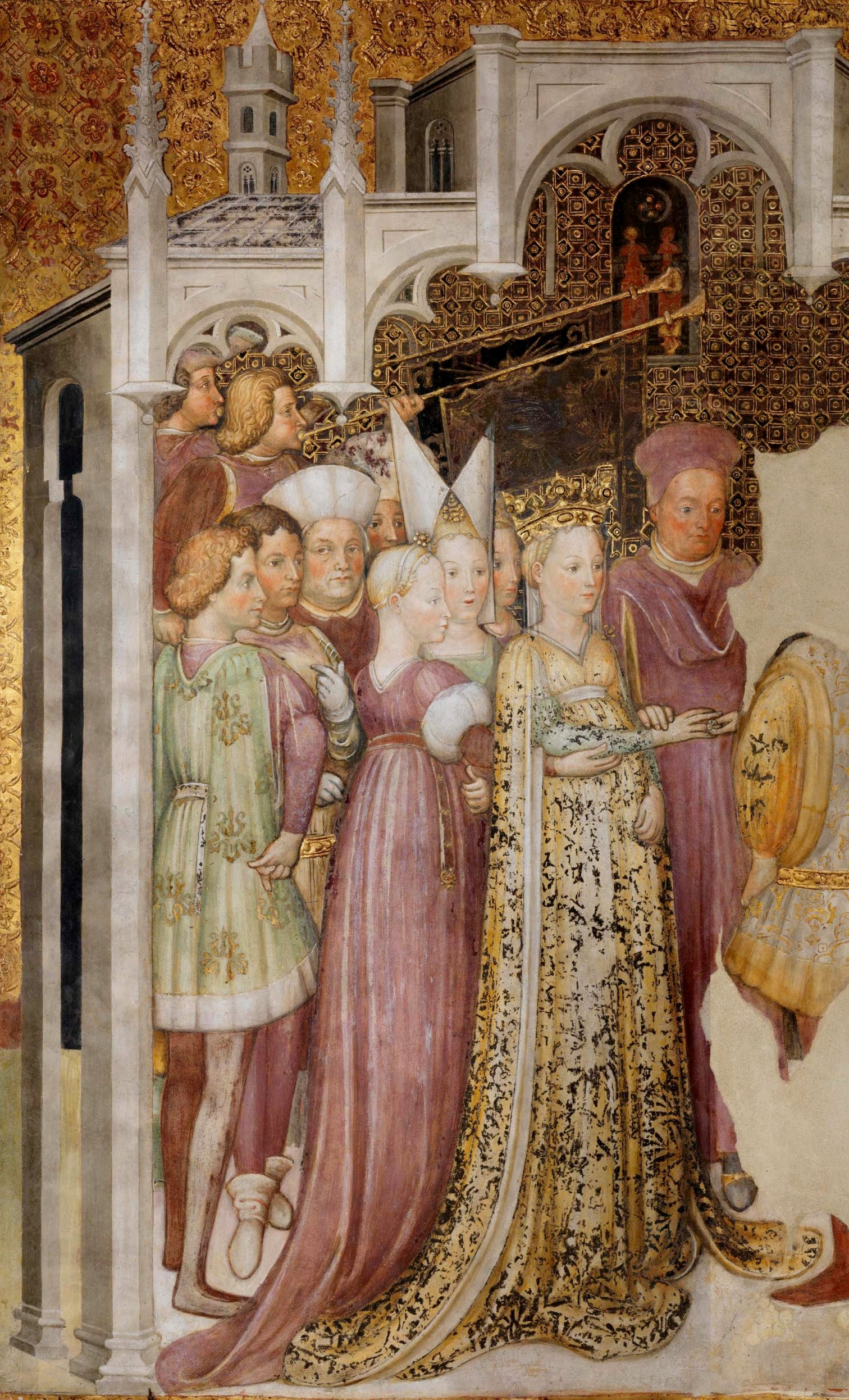
Theodelinda i en fresk av Zavattari.